# 类刺短跗蛛
类刺短跗蛛（学名：Moneta spinigeroides）为球蛛科短跗蛛属的动物。在中国大陆，分布于湖北等地。该物种的模式产地在湖北。